# قيصوم أخضر
القيصوم الأخضر (باللاتينية: Achillea virescens) نوع نباتي عشبي يتبع جنس القيصوم من الفصيلة النجمية.